# Камышитовый
Камыши́товый — посёлок в Левокумском районе (муниципальном округе) Ставропольского края России.
До 16 марта 2020 года входил в состав сельского поселения Величаевский сельсовет.

## География
Расстояние до краевого центра: 266 км.
Расстояние до районного центра: 58 км.

## Население
| 1989 | 2002 | 2010 | 2014 | 2021 | 2022 |
| ---- | ---- | ---- | ---- | ---- | ---- |
| 64   | ↘24  | ↘7   | ↗20  | ↘11  | ↘7   |

По данным переписи 2002 года 83 % населения — даргинцы.
По данным переписи 2020 года в национальной структуре населения даргинцы составляли 100 %